# Прибыслава Ярославна
Прибыслава Ярославна (пол. Przybysława; между 1112 и 1119 — ок. 1156) — русская княжна из рода Рюриковичей, жена померанского князя Ратибора I.
Происхождение Прибыславы точно не известно, но её дочь Маргарита приходилась племянницей датскому королю Вальдемару, сыну Кнуда Лаварда и Ингеборги Мстиславны. На основании этих данных генеалог Н. А. Баумгартен, а вслед за ним и польские историки, предположил, что Прибыслава была дочерью волынского князя Ярослава Святополчича, сына Великого князя Киевского Святополка Изяславича, и его третьей жены Рогнеды Мстиславны, дочери великого князя Киевского Мстислава Владимировича.
Прибыслава вышла замуж за Ратибора (ум. 7 мая 1156) около 1136 года.
Известно о двух их детях:
- Свантополк, князь Поморско-Шлавский
- Маргарита (Малгоржата), жена Бернхарда I (ум. в 1195), графа фон Ратцебург

Первоначально считалось, что у Ратибора и Прибыславы было ещё, по меньшей мере, пятеро детей — сыновья Вартислав, Богуслав, Бартоломеус и дочери Свантополка и Доброслава. Но современная генеалогия отвергает эту версию.
Дети Ратибора и Прибыславы основали отдельную ветвь померанской династии Грифитов — Ратиборидов, которые правили в области Шлаве.